# Igreja da Epifania
A Igreja da Epifania (em russo: Богоявленская церковь) é uma igreja ortodoxa russa em São Petersburgo, na Rússia. A igreja está localizada na Rua Dvinskaya, na Ilha Gutuevsky.

## História
A igreja foi construída em gratidão pelo resgate milagroso do czar Alexandre III da Rússia e sua família do desastre de trem em 17 de outubro de 1888 em Borki, perto de Carcóvia, na Ucrânia. A Catedral de Cristo Salvador foi construída no local do desastre entre os anos de 1891 e 1894. O jovem arquiteto  Vasily Antonovich Kosyakov (1862-1921), junto com o engenheiro civil Bronislav Kazimirovich Pravdzik, foi contratado para construir uma igreja semelhante à igreja de Borki, em São Petersburgo. As obras começaram em 1888 e terminaram em 1899. A construção da igreja foi apoiada financeiramente pelo fabricante de tecidos Ivan Boronin, que também construiu a igreja como um mausoléu para sua família.

## Período soviético
A igreja foi fechada para o culto em maio de 1935. Após o fechamento, o último padre da Igreja da Epifania foi preso e baleado. O rico interior foi quase completamente perdido: quase nada restou do altar de mármore, da iconóstase de marfim e dos belos afrescos que cobriam completamente todas as paredes. O exterior da igreja também sofreu severa negligência e destruição. A igreja teve vários usos e serviu como loja de departamentos, fábrica de sabão e necrotério, entre outras coisas. Durante a Segunda Guerra Mundial, a igreja também foi seriamente danificada pelo fogo.

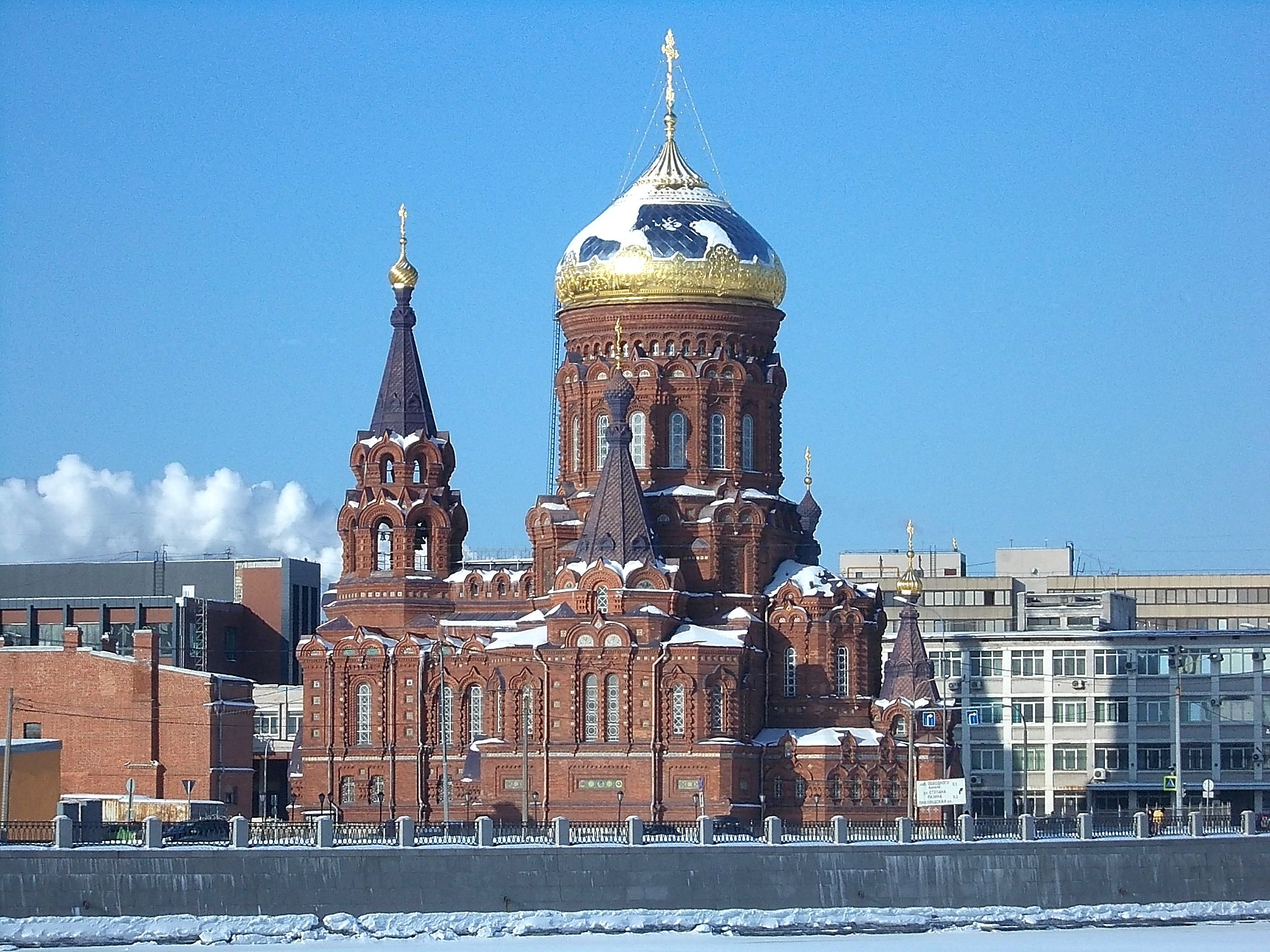
Vista da Igreja, desde o Catarinhof.

## Reabertura
Em 1991, a dilapidada igreja retornou à Igreja Ortodoxa Russa. Em 19 de janeiro de 1992, na data ortodoxa da Festa da Revelação do Senhor, uma Divina Liturgia foi celebrada pela primeira vez em uma igreja em ruínas. Quase imediatamente depois, um grande programa de restauração foi executado. Em 4 de maio de 1995, a cruz foi colocada de volta na grande cúpula. Após anos de restauração, a igreja recuperou muito do seu antigo esplendor. Em 2005, um grande muro de concreto feio na frente da igreja foi demolido. O interior também foi totalmente pintado novamente.